# Don Držgrešle
Don Držgrešle (v anglickém originále Penny-Wiseguys) je 5. díl 24. řady (celkem 513.) amerického animovaného seriálu Simpsonovi. Scénář napsal Michael Price a díl režíroval Mark Kirkland. V USA měl premiéru dne 18. listopadu 2012 na stanici Fox Broadcasting Company a v Česku byl poprvé vysílán 11. července 2013 na stanici Prima Cool.

## Děj
Homer je šokován, když zjistí, že jeho soused a bowlingový spoluhráč Dan Gillick je účetním Tlustého Tonyho a jeho mafie. Když vláda Tlustého Tonyho konečně dostihne a on je nucen nastoupit do poroty soudu, jmenuje Tony Dana jako svého dočasného zástupce. 
Dan z této pozice postupně začne toužit po moci a je vyděšený z vlastní změny. Když mu Tlustý Tony přikáže, aby provedl vraždu, prosí Homera, aby udělal cokoli, aby ho zastavil, a tak Homer přiváže Dana ke křeslu ve svém sklepě. 
Líza mezitím omdlí během schůzky školního ekologického klubu. Je jí diagnostikován nedostatek železa a rozhodne se přidat do své vegetariánské stravy hmyz, aby s nedostatkem bojovala. Ačkoli se jí zpočátku přidání hmyzu do jídelníčku líbí, hmyz se jí začne vysmívat ve snech. Rozhodne se vypustit kobylky, které chovala, do volné přírody, ale Bart omylem rozbije akvárium, ve kterém je chová, a ony místo toho utečou do sklepa. 
Kobylky se později vyrojí na Danovi, jenž je svázaný ve sklepě, a vyjde najevo, že jeho křik přiměl Homera, aby Dana rozvázal, a on tak mohl utéct. Poté, co Dan uprchl, začne lovit společníky Tlustého Tonyho, jenže Homer mu to nechtěně překazí dřív, než stihne některého z nich zabít. Jakmile soud skončí a Tlustý Tony je propuštěn ze služby v porotě, znovu získá kontrolu nad mafií. Když se Homer a Dan přetahují o Danovu zbraň, vystřelí kulku do Kwik-E-Martu a zraní Haďáka. 
Později Líza vypustí kobylky podél venkovské silnice, kde okamžitě sežerou celé nedaleké kukuřičné bludiště. 
Nakonec je Dan vyhozen od mafie a otevře si stánek ve springfieldském obchodním centru. Poznamená, že se mu nová práce líbí, protože může používat pistoli na propichování uší.

## Přijetí

### Hodnocení
Simpsonovi se té noci umístili na druhém místě jak v demografické skupině 18–49, tak v celkové sledovanosti. Získali 2,4 rating, což je méně než předchozí týden, kdy jejich rating činil 3,2.

### Kritika
Robert David Sullivan z The A.V. Clubu dal tomuto dílu hodnocení C s tím, že „v další ploché epizodě se není moc čemu smát“. Kritizoval zejména zařazení Carellovy postavy, což komentoval slovy: „Carell a jeho postava, která má na obyvatele Springfieldu podivně normální tělesné proporce, se do seriálu příliš nehodí. Carell mluví rychleji než ostatní a dostává několik nepřerušovaných, improvizovaných ‚kousků‘, které umocňují pocit, že s ostatními herci vlastně nekomunikuje.“. Dodal však, že osobnost postavy byla jako kontrast k Tlustému Tonymu účinná. Pochválil také podzápletku s Lízou: „Alespoň je tu zábavná animace ve stylu Speciálního čarodějnického dílu, když má Líza noční můru o jízdě na kobylce velikosti koně na ranči plném obřího hmyzu.“.